# クラウディオ・カステルッチョ
クラウディオ・カステルッチョ・イ・ディアナ（Claudio Castelucho y Diana、1870年7月5日 - 1927年10月31日）はスペインの画家、彫刻家である。フランスに住み、私立の美術学校、アカデミー・ドゥ・ラ・グランド・ショミエールやアカデミー・コラロッシで教えた。

## 略歴
バルセロナに生まれた。父親のアントニオ（Antonio Castelucho y Vendrell:1838-1910)は舞台芸術家で父親から美術を学んだ。10代から展覧会に出展した。バルセロナの美術学校（Escuela de Bellas Artes barcelonesa）で学んだ後、1892年に家族とパリに出た。
パリでは最初、父と弟と装飾画家として働いた。スペインの風景画を描き、1897年のサロン・ド・パリにデビューした。スペインの人物も描き、人気を得た。
1905年からアカデミー・コラロッシ、アカデミー・ドゥ・ラ・グランド・ショミエールで教授を務めた。有名な学生にはオーストラリア出身のカスリーン・オーコーナー（Kathleen O'Connor）やカナダ出身のホリゲート（Edwin Holgate）らがいる。
パリで没した。

## 作品

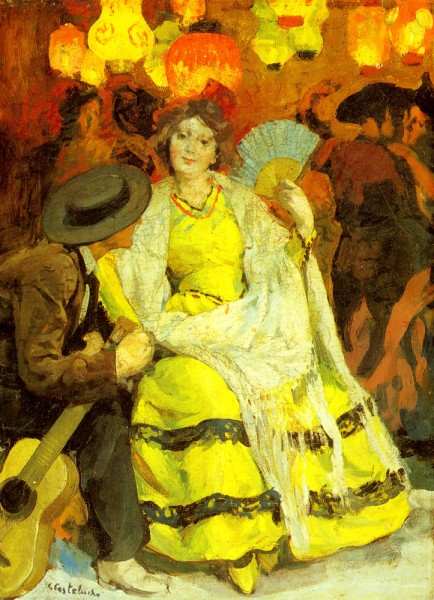
「音楽を聴く女性」(1900s)
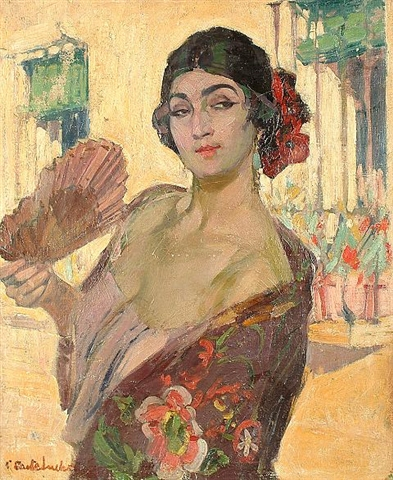
フラメンコ・ダンサー(c.1905)
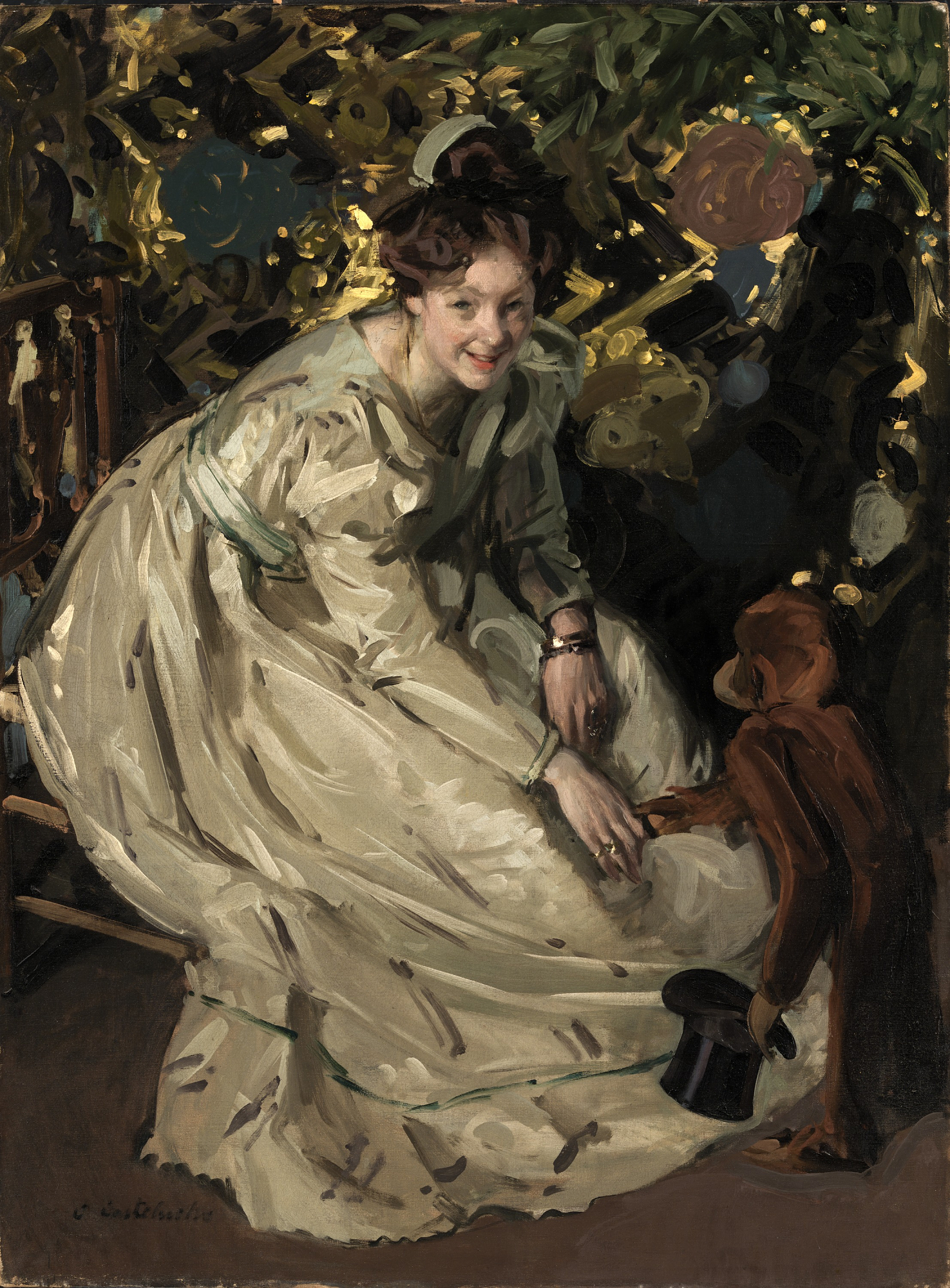
Woman in Arbor with Monkey
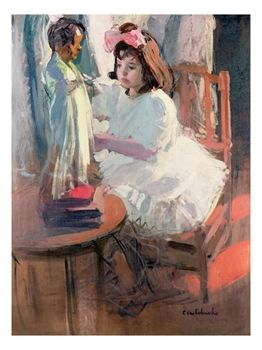
人形で遊ぶ子供